# 南極星
南極星（なんきょくせい）とは、南側の極星（ポールスター）のことで天の南極に最も近い輝星を意味する。自転するあらゆる天体ごとに定義ができるが、ここでは地球における天の南極に最も近い輝星について詳述する。
地球の歳差運動のため春分点や秋分点が黄道に沿って西向きに移動し約2万5800年で一周する。このため、地球の自転軸を南極側に延長した天球面上の天の南極も移動する。この天の南極近くにある星があれば南極星と呼ぶべきだが、21世紀時点で天の南極に完全に重なる地球の輝星は存在しない。また周囲にも、北極星とされるポラリス (こぐま座α星) ほどには、有用な南極星として認識される輝星が存在しない。
このため、大航海時代において船の航行の際の天の南極の天測にはおもにみなみじゅうじ座が使われていた。みなみじゅうじ座α星（視等級1.3等）とみなみじゅうじ座γ星（視等級1.6等）との角距離を、α星に向け約4.5倍すると、だいたい天の南極に到達する。

## 変遷する南極星
歳差運動により天の南極が移動するため、南極星の役割を果たす星は年ごとに天の南極に近づいて極値となってから離れていき、他の星との比較によって南極星の役割を交代していく。この変化は人類の有史時代の長さに比べてゆっくりで、およそ2万5800年で元の星に戻り、これを繰り返す。
以下に南極星として交代する星を示す。時期は南極星として見え始める時期ではなく、各星が天の南極に最も近づく時期を示し、下記の時期を中心とした前後数世紀はその星が南極星となる。下記で表した視等級は現在の観測に基づく。
過去の南極星
- 紀元前1万2000年頃 - りゅうこつ座α星（カノープス 英: Canopus、視等級 −0.7等）

- 周囲に明るい星がない中で突出して明るい星（全天でシリウスに次いで明るい）であり、天の南極から最も近づいた時期でも約10°のずれがあるが、おおよその南を知ることができる。現在の赤緯は約 −52°だが、ポリネシア人たちは環礁を往来するのにおおよその南を知るてがかりとしていた。
- 紀元前3000年頃 - みずへび座α星（英: α Hyd、視等級2.9等）

- すぐ近くに天の南極からおよそ8°離れた位置にあるエリダヌス座α星（アケルナル 英: Achernar、視等級 0.4等）があり、みずへび座α星の周りを回っていた。
- 紀元前150年頃 - みずへび座β星（英: β Hyd、視等級2.8等）

現在の南極星
- はちぶんぎ座σ星（英: σ Oct、視等級5.42等級）

- 比較的明るい星に附けられるバイエル符号のある恒星のなかで、現在天の南極に最も近い（赤緯 -89°）。このためこの星には南極星を意味するポラリス・アウストラリス  (英: Polaris Australis) という別名が附けられている。 ただし、暗い星のため肉眼での目視は厳しく、光害など周囲に観測を邪魔する環境がなかったとしても天測に使えるほど明るくない。天の南極ははちぶんぎ座の星域にあるが、この星座で最も明るい星（ν星）でも視等級は3.76等級しかなく、天の南極から13°（満月の直径の26個分）と大きく離れている。さらに周囲を見ても、3等星以上でみずへび座β星（視等級2.8等、天の南極から13°ずれる）、2等以上ではりゅうこつ座β星（視等級1.7等、天の南極から20°ずれる）などでいずれも南極星としての条件を満たしてない。
未来の南極星
- 西暦4200年頃 - カメレオン座γ星（英: γ Cha、視等級4.1等）
- 西暦5800年頃 - りゅうこつ座ω星（英: ω Car、視等級3.3等）
- 西暦6500年頃 - りゅうこつ座υ星（英: υ Car、視等級3.0等）
- 西暦8500年頃 - いわゆる「ニセ十字」が南極星になる。

- 西暦8100年頃 - りゅうこつ座ι星（アスピディスケ 英: Aspidiske、視等級2.3等）
- 西暦9200年頃 - ほ座δ星（アルセフィナ 英: Alsephina、視等級2.0等）

- 西暦1万1000年頃 - ほ座γ星（英: γ Vel、視等級1.8等）

以降は次第にカノープスが天の南極に近づき、西暦1万4000年頃に離角10°ほどで天の南極に最接近する（歳差の回帰）。全天で一番明るい星であるおおいぬ座のシリウスは、大きな固有運動を持つために天球上を次第に南下していて、西暦6万6270年には赤緯 −88.4°、西暦9万3830年には赤緯 −87.7° にまで南下し、南極星になるのではと予想されている。